# Cyphophthalmus beschkovi
Cyphophthalmus beschkovi is een hooiwagen uit de familie Sironidae. De originele naamcombinatie (protoniem) was Siro beschkovi Mitov, 1994.